# Triphosa largeteauria
Triphosa largeteauria là một loài bướm đêm trong họ Geometridae.